# Linde Knoch
Linde Knoch (* 16. September 1940 in Steinfeld in Mecklenburg-Vorpommern) ist eine deutsche Märchenerzählerin und Autorin.

## Leben
Linde Knoch absolvierte von 1984 bis 1991 eine Ausbildung zur Märchenerzählerin bei Felicitas Betz in Augsburg und leitete Seminare für Märchenkunde, textgebundenes Erzählen und meditativen Umgang mit Märchen für die Europäische Märchengesellschaft (EMG), sie war von 1995 bis 2001 deren Vizepräsidentin und richtete 1997 die Tagung „Das Märchen und die Elemente“ aus. Sie veröffentlichte Bücher zur Märchenkunde, Erzähltechnik, Märchen und Meditation und Artikel in Fachzeitschriften. Linde Knoch lebte von 1991 bis Oktober 2023 in Westerland auf Sylt. Aktuell lebt sie in Ladenburg.